# 葛飾区立中青戸小学校
葛飾区立中青戸小学校（かつしかくりつ なかあおとしょうがっこう）は、東京都葛飾区青戸にある区立小学校。

## 概要
葛飾区立青戸小学校と葛飾区立清和小学校から分離して開校し、2012年から2015年にかけて建て替えられた。主な進学先は葛飾区立青戸中学校。
校章は青砥藤綱の藤を図案化したもので、根気強く、そして粘り強くという願いが込められている。校歌については作詞者と作曲者が青戸中学校の校歌と同じで、最後の部分では似たような旋律が存在する。また、開校記念日も青戸中学校と同じである。
ホームページの学校日記は頻繁に更新されており、中青戸小学校の状況を伺うことができる。学校行事は基本的に、展覧会、学芸会、音楽会のどれか一つを毎年行っている。

## 沿革
1957年4月1日 - 葛飾区立青戸小学校と葛飾区立清和小学校の分校として開校。
1957年8月23日 - 1・2期工事が竣工。
1960年11月25日 - 校歌制定。
1963年3月6日 - 体育館落成。
1971年2月13日 - プール工事竣工。
1974・75・82・83・86・87・97・98・99・2001・02年度 - 葛飾区実験学校。
1988・89・94・95・96年度 - 葛飾区研究奨励校。
2012年 - 建て替え開始。
2014年4月1日 - 1期工事完成。
2015年4月1日 - 2期工事完成。
2017・18年度 - 葛飾区教育委員会教育研究奨励校。

## 教育目標
- 進んで学ぶ子[5]
- 心豊かな子[5]
- 体を鍛える子[5]

## 通学区域
- 青戸3丁目、青戸4丁目、青戸5丁目、青戸6丁目（1〜4）[6]

## 進学先中学校
- 葛飾区立青戸中学校[7]

## 交通
- 京成電鉄本線青砥駅から徒歩10分（経路案内）